# Harmonogram pracy
Harmonogram pracy — szczegółowe plany oraz rozkłady czasu pracy tworzone z myślą o konkretnym pracowniku lub całej grupie zatrudnionych w siedzibie zakładu pracy. W harmonogramach pracy brane są pod uwagę całe dni i poszczególne godziny pracy obowiązujące w konkretnym okresie. Ujmowane są w nim także dni wolne od pracy (np. z okazji świąt lub urlopów wypoczynkowych).

## Cechy
Harmonogram pracy:
- informuje pracownika, w jakich dniach oraz godzinach oczekuje się jego bytności w pracy,
- pracodawcy mogą relatywnie łatwo udowodnić, jaki pracownik ile godzin przepracował w danym miesiącu,
- pozwala na uniknięcie różnych nieporozumień oraz błędów,
- pozwala prawidłowo ustalić nadgodziny, dbając równocześnie o respektowanie dobowych i tygodniowych systemów pracy,
- łatwy podgląd do dni wolny od pracy danego pracownika, czy grupy zatrudnionych,
- pozwala na rzetelną organizację czasu wykonywania zadań służbowych.

## Elementy
Harmonogram czasu pracy musi uwzględniać nie tylko dni robocze, ale również:
- godzinę rozpoczęcia i zakończenia pracy,
- wymiar czasu pracy,
- dobę pracowniczą,
- odpoczynki dobowe,
- odpoczynki tygodniowe,
- 5-dniowy tydzień pracy,
- zapewnienie wolnej niedzieli przynajmniej raz na 4 tygodnie,
- dni wolne od pracy,
- urlopy pracowników zamieszczone w planie urlopowym.

## Zmiany harmonogramu
Grafiki, których nie wdrożono jeszcze w zakładzie pracy, mogą być dowolnie modyfikowane. Pod warunkiem, że o każdej modyfikacji zostaną powiadomieni pracownicy, którzy winni ten fakt potwierdzić swoim podpisem. 
Wdrażanie zmian w harmonogramie, który już obowiązuje, jest trudniejsze. Taka możliwość może być zastrzeżona w regulaminie wewnętrznym, Sprzyja to szeroko rozumianemu bezpieczeństwu obu stron – zarówno pracodawcy, jak i pracowników. Modyfikacje w harmonogramie powinny być skonsultowane z podwładnymi, którzy winni je zaakceptować.

## Brak obowiązku sporządzania
Pewna grupa pracodawców nie jest zobowiązana do tworzenia harmonogramu czasu pracy. Dotyczy to głównie zakładów, w których panuje tzw. sztywny czas pracy, czyli wszyscy pracownicy pracują w tym samych stałych godzinach. Pracodawca nie ma obowiązku sporządzania harmonogramu czasu pracy, gdy:
- w organizacji obowiązuje określony rozkład czasu pracy opisany w obwieszczeniu, układzie zbiorowym bądź umowie o prace pracownika,
- pracownik świadczy pracę w zadaniowym systemie czasu pracy,
- pracownik złożył wniosek o tzw. ruchomy system czasu pracy,
- na pisemny wniosek pracownika obowiązuje go indywidualny czas pracy.